# زن متأهل (فیلم ۱۹۵۳)
زن متاهل (به هندی: Parineeta) فیلمی محصول سال ۱۹۵۳ و به کارگردانی بیمال روی است. در این فیلم بازیگرانی همچون آشوک کومار، مینا کوماری، مانوراما و نظیر حسین ایفای نقش کرده‌اند.